# Ommatius auribarbis
Ommatius auribarbis är en tvåvingeart som beskrevs av Christian Rudolph Wilhelm Wiedemann 1828. Ommatius auribarbis ingår i släktet Ommatius och familjen rovflugor.
Artens utbredningsområde är Sierra Leone. Inga underarter finns listade i Catalogue of Life.